# Мунор
Мунор — деревня в Шиловском районе Рязанской области в составе Занино-Починковского сельского поселения.

## Географическое положение
Деревня Мунор расположена на Окско-Донской равнине на левом берегу реки Мунор в 37 км к северо-востоку от пгт Шилово. Расстояние от деревни до районного центра Шилово по автодороге — 50 км.
Со всех сторон деревня окружена большими лесными массивами. К северу от нее находится урочище Лубновские Болота и овраг Гремучка, к западу — овраг Максимов, к югу — урочища Чубаров Лес, Долгий Луг и Белая Речка, на востоке — овраг Летор. Ближайшие населенные пункты — деревни Сергиевка 2 и Калинино (Чучковский район), села Илебники и Лубонос.

## Население
| 1859 | 1906 | 2010 |
| ---- | ---- | ---- |
| 325  | ↗540 | ↘7   |

По данным переписи населения 2010 г. в деревне Мунор постоянно проживают 7 чел.

## Происхождение названия
По мнению краеведов, деревня получила свое название по реке Мунор, на которой расположена. С. К. Кузнецов без достаточных оснований объясняет гидроним из марийского «монар», «мунар» — брусок, точильный камень. Более правдоподобна версия Г. П. Смолицкой, которая соотносит данный гидроним с рядом гидронимов на -ур, -ор, которые, как она отмечает, образуют компактный ареал в бассейнах рек Пра — Гусь и Пра — Мокша. Исходя из фонетических признаков, она считает их наследием финно-угорских и самодийских языков.

## История

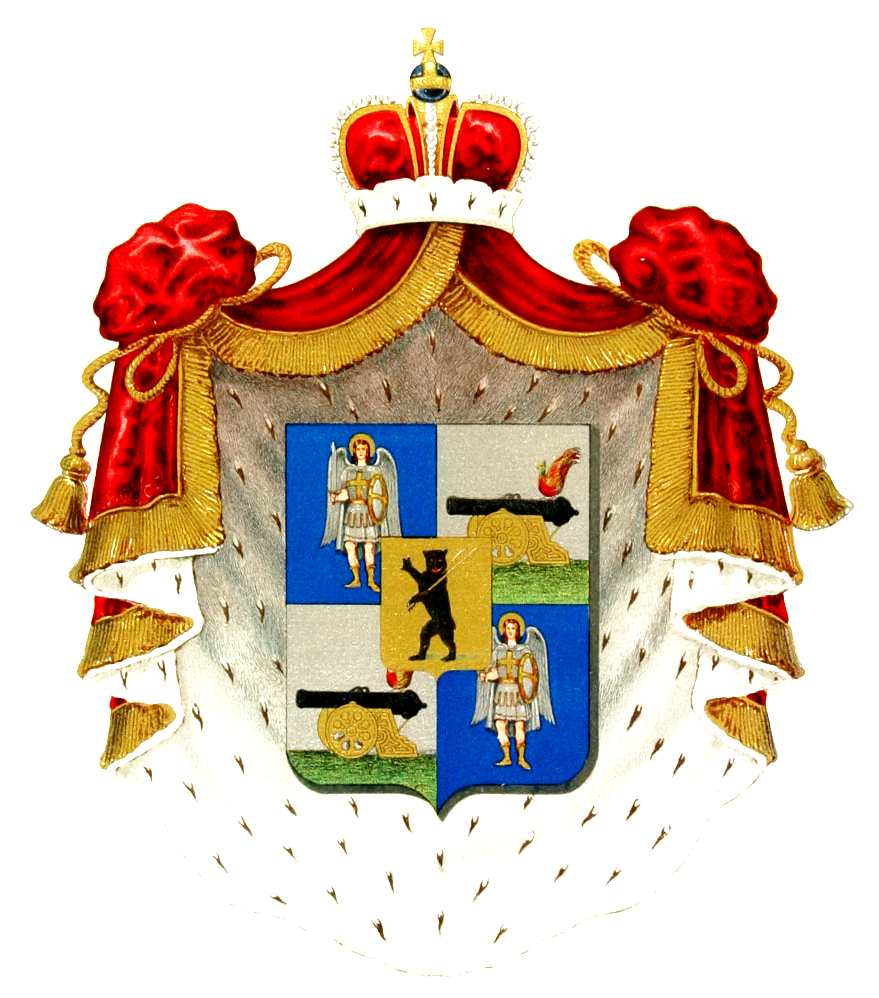
Герб рода князей Шаховских.

Деревня Мунор была основана до 1861 г. местным помещиком князем Шаховским, как выселки 8 дворов крепостных крестьян из села Илебники к реке Мунор с целью решить проблему малоземелья.
К 1891 г., по данным И. В. Добролюбова, деревня Мунор относилась к приходу Архангельской церкви села Илебники.
Летом 1917 г. крестьяне деревни Мунор приняли активное участие в аграрных беспорядках, охвативших Рязанскую губернию. В июне 1917 г. они вместе с крестьянами села Илебники самовольно разделили на сенокос поляны в помещичьем лесу; в начале августа 1917 г. совместно с крестьянами деревни Погари начали косить помещичьи угодья; а в сентябре 1917 г. крестьяне села Илебники, и деревень Мунор и Сергиевка приступили к самовольной вырубке помещичьего леса.
О действиях «граждан крестьян» стало известно начальнику Касимовской уездной милиции, который принял соответствующие меры к «прекращению самоуправства». Но крестьяне милиционерам не подчинились, и нанесли «оскорбление действием» помощнику управляющего имением и лесному сторожу.